# 花地街道
花地街道，是中华人民共和国广东省广州市荔湾区下辖的一个乡镇级行政单位。

## 行政区划
花地街道下辖以下地区：
明心路社区、陆居路社区、民治社区、怡芳苑社区、新隆沙社区、小策社区、大策社区、中市社区和花地城社区。

## 交通

### 地铁
- █广州地铁1号线：芳村站
- █广州地铁11号线：芳村站

## 其他
電視劇《初五啟市錄》的其中一個場景「花地碼頭」，就是位於這裡。不過昔日荒涼的花地，今時今日已是市中心的一部分。